# Urbano Rivera
Urbano Rivera (* 1. April 1926; † Juli 2002) war ein uruguayischer Fußballspieler.

## Karriere

### Verein
Mittelfeldakteur Rivera stieß 1946 zu dem seinerzeit noch in der Tercera Especial spielenden Danubio FC, für den er nach dem Aufstieg von 1948 bis 1955 in der Primera División aktiv war. Während dieser Zeit war er durchgehend Stammspieler des Klubs. 1954 belegte Rivera mit den Montevideanern den zweiten Platz der uruguayischen Meisterschaft. 1955 nahm er ebenfalls an der ersten großen Mannschafts-Tournee Danubios teil.

### Nationalmannschaft
Rivera war Mitglied der A-Nationalmannschaft Uruguays, für die er von seinem Debüt am 1. März 1953 bis zu seinem letzten Einsatz am 5. Juni 1954 sieben Länderspiele absolvierte. Ein Länderspieltor erzielte er nicht. Rivera gehörte dem Kader Uruguays bei der Südamerikameisterschaft 1953 in Peru an. Er nahm mit Uruguay ebenfalls an der Weltmeisterschaft 1954 teil. Im Verlaufe des Wettbewerbs kam er nicht zum Einsatz.